# Acantheis
Genre
Acantheis est un genre d'araignées aranéomorphes de la famille des Ctenidae.

## Distribution
Les espèces de ce genre se rencontrent en Asie du Sud-Est, en Asie du Sud et en Asie de l'Est.

## Liste des espèces
Selon World Spider Catalog (version 25.5, 01/12/2024) :
- Acantheis andreimishenini Fomichev, Omelko & Marusik, 2023
- Acantheis boetonensis (Strand, 1913)
- Acantheis celer (Simon, 1897)
- Acantheis dimidiatus (Thorell, 1890)
- Acantheis indicus Gravely, 1931
- Acantheis kazantsevae Fomichev, Omelko & Marusik, 2024
- Acantheis laetus (Thorell, 1890)
- Acantheis longiventris Simon, 1897
- Acantheis nipponicus Ono, 2008
- Acantheis oreus (Simon, 1901)
- Acantheis sergeimishenini Fomichev, Omelko & Marusik, 2023
- Acantheis variatus (Thorell, 1890)

## Systématique et taxinomie
Ce genre a été décrit par Thorell en 1891 dans les Ctenidae.

## Publication originale
- Thorell, 1891 : « Spindlar från Nikobarerna och andra delar af södra Asien. » Kongliga Svenska Vetenskaps-Akademeins Handlingar, vol. 24, no 2, p. 1-149 (texte intégral).